# Celleporaria serratirostris
Celleporaria serratirostris är en mossdjursart som först beskrevs av William MacGillivray 1885.  Celleporaria serratirostris ingår i släktet Celleporaria och familjen Lepraliellidae. Inga underarter finns listade i Catalogue of Life.